# Wulf Jasper von Brockdorff
Wulf Jasper von Brockdorff (* 1. April 1673; † 19. Februar 1740) war ein deutscher Generalmajor.

## Leben

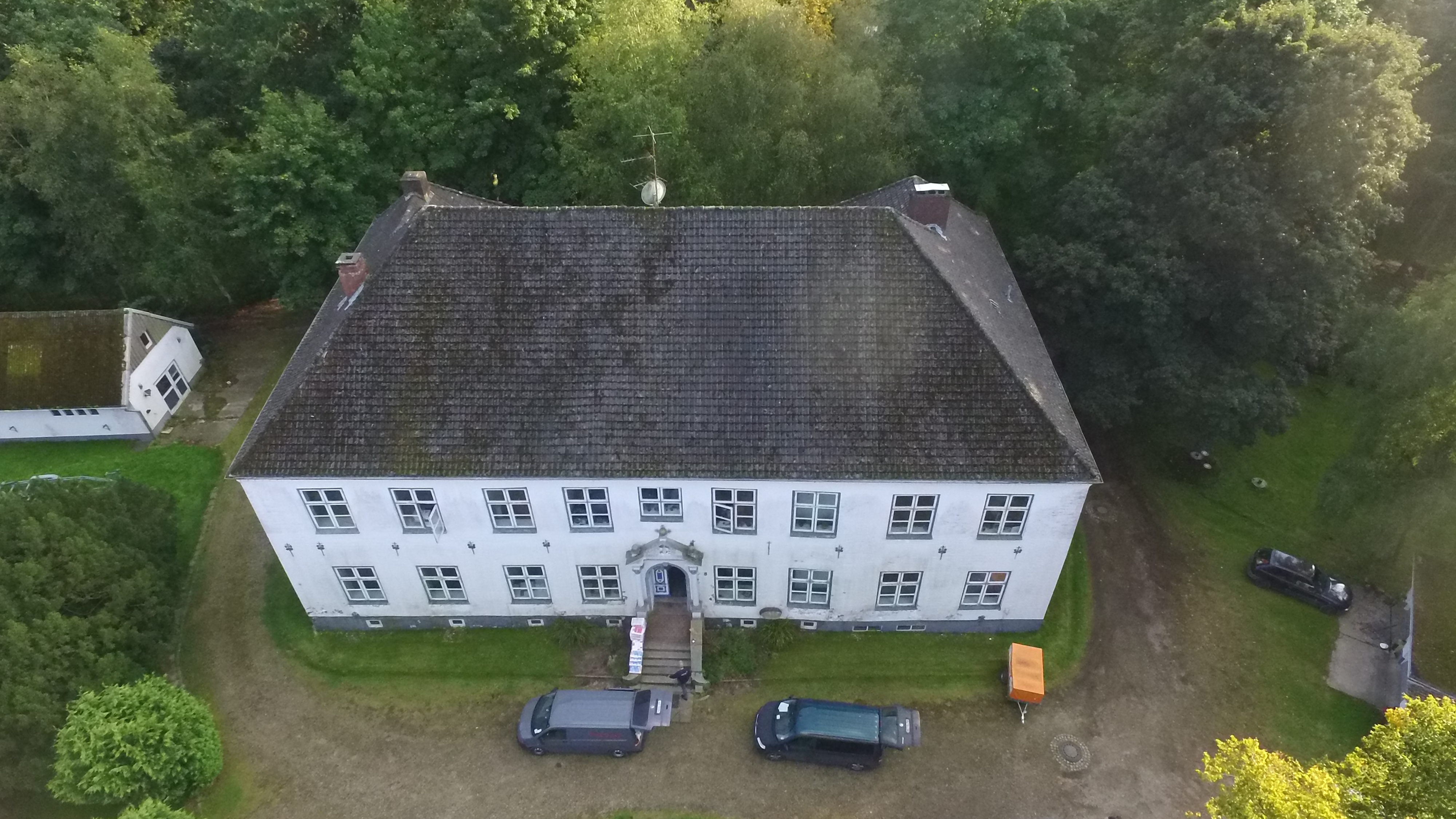
Herrenhaus Klein Nordsee

Wulf Jasper von Brockdorff war der Sohn von Detlev von Brockdorff (1642–1732) und Margarete Ollegard (1650–1706), geborene von Ahlefeldt. Er besaß die Adligen Güter Klein Nordsee (um 1700 erworben, wo er das barocke Herrenhaus errichten ließ), Osterrade und Kluvensiek. Seine Frau war Catharina Christina von Ahlefeldt, die er am 28. Juni 1699 heiratete und die am 4. Dezember 1718 an den Blattern starb. Aus der Ehe gingen die Söhne Bendix und Cay hervor.
Wulf Jasper von Brockdorff war Patron der Adels- oder Patronatskirche Maria-Magdalenen in Bovenau und war ein „besonders eifriger Geber“. So stiftete er der Kirche zahlreiche Kunstwerke, darunter die noch heute vorhandenen Porträts von Martin Luther, Philipp Melanchthon und von dem sächsischen Fürsten. Eine besondere Stiftung war auch das außergewöhnliche, nach ihm benannte Kirchhofstor, dessen große Rundöffnung für Kutschgespanne und dessen kleine Tür für die einfachen Kirchengänger gedacht war. Von Brockdorff starb 1740 und wurde neben seiner verstorbenen Frau im Anbau an der Nordseite der Kirche, der als Mausoleum diente, beigesetzt.